# Cokeromyces recurvatus
Cokeromyces recurvatus är en svampart som beskrevs av Poitras 1950. Cokeromyces recurvatus ingår i släktet Cokeromyces och familjen Mucoraceae.   Inga underarter finns listade i Catalogue of Life.